# Lisa Randall
Lisa Randall (Nueva York, 18 de junio de 1962) es una física teórica estadounidense, especializada en la física de partículas y cosmología. Ha trabajado en varios de los modelos de teoría de cuerdas que tratan de explicar el funcionamiento íntimo del universo. Su contribución más conocida en este campo es el modelo de Randall-Sundrum o modelo RS publicado en 1999 junto con Raman Sundrum.
Fue la primera mujer en ocupar un puesto en el departamento de física de la Universidad de Princeton y la primera mujer Física Teórica en el MIT y en la Universidad de Harvard.
Lisa Randall es una de las figuras más destacadas en el campo de la física teórica. Su trabajo se ha centrado en desentrañar algunos de los mayores enigmas del universo, desde la naturaleza de la gravedad y las dimensiones extra hasta las partículas fundamentales que componen la materia. A lo largo de su carrera, ha combinado ideas innovadoras con rigor científico, desafiando paradigmas establecidos y abriendo nuevas vías de investigación.
Este documento tiene como objetivo explorar su vida, sus principales contribuciones científicas y el impacto de su trabajo tanto en la física como en la percepción pública de la ciencia.

## Educación
Nacida en el barrio de Queens en Nueva York, consiguió el primer premio en el concurso de talentos científicos Westinghouse de 1980, a la edad de 18 años. Licenciada (BA) en Harvard en 1983 y doctorada en física de partículas en 1987 bajo la dirección de Howard Georgi. Entró a formar parte de la Academia Americana de Artes y Ciencias en 2004. Fue nombrada por la revista Newsweek en el número "Who's next" de enero de 2006 como "una de las más prometedoras físicas teóricas de su generación"

## Trabajo
En 2016, Lisa Randall con 40 millones de añosinvestiga sobre física de partículas y cosmología en la Universidad de Harvard, donde trabaja como profesora de física teórica. Su investigación se focaliza en las partículas elementales y las fuerzas fundamentales, incluyendo una variedad de modelos que suponen espacios con varias dimensiones adicionales, siendo el más conocido el modelo de Randall-Sundrum. También ha trabajado en campos como la supersimetría, el modelo estándar, la inflación cósmica o la relatividad general.
Su libro "Warped Passages", subtitulado: "Desentrañando los misterios de las dimensiones ocultas del universo" fue incluido en la lista de los 100 libros más notables del año 2005 por el New York Times.
Tras obtener su doctorado en Harvard, ejerció como profesora en el MIT y en la Universidad de Princeton antes de volver a Harvard en 2001.

## Reconocimientos
- En 2003 recibió el Premio Caterina Tomassoni e Felice Pietro Chiesesi de la Universidad de Roma.
- Durante 2004 fue la física teórica más citada de los cinco años anteriores.
- En 2006 recibió el Premio Klopsted de la Asociación Americana de Profesores de Física (AAPT).
- En 2007 fue nombrada por la Revista Time como una de las 100 Personas Más Influyentes en la sección "Científicos y Pensadores".[2]
- En 2019 (25 de marzo) ha sido investida como doctora honoris causa por la Universitat Autònoma de Barcelona.
- En 2019 recibió el Premio Sakurai junto con Raman Sundrum

## Creer en Dios
En una entrevista le preguntaron si creía en Dios y dijo:
"... Probablemente no creo en Dios. Creo que es un problema que las personas sean consideradas inmorales si no son religiosas. Eso simplemente no es cierto. Esto podría ganarme algunos enemigos, pero en cierto modo pueden ser incluso más moral. Si haces algo por una razón religiosa, lo haces porque serás recompensado en la otra vida o en este mundo. Eso no es tan bueno como algo que haces por razones puramente generosas".